# Green Forest, Arkansas
Green Forest là một thành phố thuộc quận Carroll, tiểu bang Arkansas, Hoa Kỳ. Năm 2010, dân số của thành phố này là 2761 người.

## Dân số
- Dân số năm 2000: 2717 người.
- Dân số năm 2010: 2761 người.